# 京都府道452号長谷八木線
京都府道452号長谷八木線（きょうとふどう452ごう ながたにやぎせん）は、京都府南丹市から亀岡市を経由して、南丹市に至る一般府道である。

## 概要
南丹市園部町宍人（ししうど）から亀岡市を経由して、南丹市八木町八木に至る。
総延長の大半が国道や他の府道と重複している。

### 路線データ
- 起点：南丹市園部町宍人（長谷交差点、京都府道453号大河内口八田線交点）
- 終点：南丹市八木町八木（本郷口交差点、国道9号交点）

## 路線状況

### 重複区間
- 国道372号（南丹市園部町埴生・埴生2交差点 - 亀岡市宮前町宮川・宮川交差点）
- 国道477号（南丹市園部町埴生・埴生1交差点 - 亀岡市宮前町宮川・宮川交差点）
- 京都府道73号宮前千歳線（亀岡市宮前町宮川・宮川交差点 - 亀岡市千代川町北ノ庄・北ノ庄交差点）

### 道路施設

#### 橋梁
- 鳴滝1号橋（亀岡市、京都府道73号宮前千歳線重複区間内）
- 鳴滝2号橋（亀岡市、京都府道73号宮前千歳線重複区間内）

## 地理

### 通過する自治体
- 京都府
  - 南丹市 - 亀岡市 - 南丹市

### 交差する道路
| 交差する道路                                                                                 | 市町村名 | 交差する場所                 | 交差する場所        |
| -------------------------------------------------------------------------------------------- | -------- | ---------------------------- | ------------------- |
| 京都府道453号大河内口八田線                                                                  | 南丹市   | 園部町宍人（ししうど）       | 長谷交差点 / 起点   |
| 国道372号 / 篠山街道 重複区間起点                                                            | 南丹市   | 園部町埴生                   | 埴生2交差点         |
| 国道477号 重複区間起点                                                                       | 南丹市   | 園部町埴生                   | 埴生1交差点         |
| 国道372号 / 篠山街道 重複区間終点 国道477号 重複区間終点 京都府道73号宮前千歳線 重複区間起点 | 亀岡市   | 宮前町（みやざきちょう）宮川 | 宮川交差点          |
| 京都府道73号宮前千歳線 重複区間終点                                                          | 亀岡市   | 千代川町北ノ庄               | 北ノ庄交差点        |
| 国道9号 / 山陰道                                                                             | 南丹市   | 八木町八木                   | 本郷口交差点 / 終点 |

### 交差する鉄道
- 山陰本線

### 沿線
- 出雲神社
- 埴生郵便局
- 嶺松寺
- 八幡神社
- 南丹市立八木西小学校
- JR西日本山陰本線 八木駅